# Hrvatsko Selo
Hrvatsko Selo är en ort i Kroatien.   Den ligger i länet Moslavina, i den centrala delen av landet, 60 km söder om huvudstaden Zagreb. Hrvatsko Selo ligger 161 meter över havet och antalet invånare är 314.
Terrängen runt Hrvatsko Selo är huvudsakligen platt, men åt sydost är den kuperad.  Trakten runt Hrvatsko Selo är nära nog obefolkad, med mindre än två invånare per kvadratkilometer. Närmaste större samhälle är Glina, 8,1 km nordost om Hrvatsko Selo. I omgivningarna runt Hrvatsko Selo växer i huvudsak lövfällande lövskog.